# Webová SQL databáze
Webová SQL databáze je API webové stránky pro ukládání dat v databázi do které se lze dotazovat jazykem SQL.
Webovou SQL databázi už podporují prohlížeče Google Chrome, Opera, Safari a prohlížeč Android.
W3C přestala pracovat na specifikaci v listopadu 2010, s tím, že neexistuje dostatek nezávislých implementací (například použití jiného databázového systému, než SQLite v backendu). To je důvod, proč se specifikace nemůže dále rozvíjet a stát se tak W3C standardem. Potenciálním alternativním úložištěm je Indexed Database API.